# Olympische Sommerspiele 2020/Teilnehmer (Lesotho)
| Gelbes Symbol für Goldmedaillen mit stilisierten Olympischen Ringen | Graues Symbol für Silbermedaillen mit stilisierten Olympischen Ringen | Braundes Symbol für Bronzemedaillen mit stilisierten Olympischen Ringen |
| ------------------------------------------------------------------- | --------------------------------------------------------------------- | ----------------------------------------------------------------------- |
| —                                                                   | —                                                                     | —                                                                       |

Lesotho nahm an den Olympischen Spielen 2020 in Tokio mit zwei Sportlern im Marathon teil. Es war die insgesamt zwölfte Teilnahme an Olympischen Sommerspielen.

## Teilnehmer nach Sportarten

### Leichtathletik
Laufen und Gehen 
| Athleten              | Wettbewerb | Runde 1 | Runde 1 | Halbfinale | Halbfinale | Finale    | Finale | Rang |
| Athleten              | Wettbewerb | Zeit    | Rang    | Zeit       | Rang       | Zeit      | Rang   | Rang |
| --------------------- | ---------- | ------- | ------- | ---------- | ---------- | --------- | ------ | ---- |
| Frauen                |            |         |         |            |            |           |        |      |
| Neheng Khatala        | Marathon   | —       | —       | —          | —          | 2:33:15 h | 20     | 20   |
| Männer                |            |         |         |            |            |           |        |      |
| Khoarahlane Seutloali | Marathon   | —       | —       | —          | —          | 2:25:03 h | 67     | 67   |